# Vysoká zeď
Vysoká zeď je československý romantický film režiséra Karla Kachyni z roku 1964 natočený ve Filmovém studiu Barrandov. V hlavních rolích Radka Dulíková a Vít Olmer, hudbu složil Jan Novák. Černobílý film vypráví příběh jedenáctileté dívky a dospělého muže, který se léčí z poranění páteře. Film vznikl díky dlouholeté spolupráci Karla Kachyni se spisovatelem Janem Procházkou, stejně jako dalších sedm filmů (Ucho, Noc nevěsty, Kočár do Vídně, Ať žije republika, Naděje, Závrať, Trápení). Film získal v roce 1964 cenu Stříbrná plachta na MFF Locarno. 

## Obsazení
| Radka Dulíková      | Jitka              |
| Vít Olmer           | nemocný mladík     |
| Helena Kružíková    | matka Jitky        |
| Václav Lohniský     | domovník           |
| Ivana Bílková       | ošetřovatelka      |
| Josef Koza          | zřízenec           |
| Marian Jirásko      | Láďa, Jitčin bratr |
| Andrea Čunderlíková | dívka              |
| Viktor Schwarcz     | kluk               |

## Obsah
Jedenáctiletá dívka Jitka (Radka Dulíková) každou volnou chvíli po škole tráví lezením po střechách a dílnách ve dvorech přilehlých domů. Jednoho dne, když honí kočku, se dostane až k vysoké zdi sanatoria sousedící se staveništěm. Za pomoci zednických koz a prken ji přeleze a uvidí na tamní zahradě na invalidním vozíku mladého muže (Vít Olmer). Mladík se zotavuje po automobilové nehodě ze zranění páteře. Jitka pak každý den vylézá na tuto vysokou zeď sanatoria a povídá si s ním. On zpočátku ani nestojí o její přítomnost, je v depresi a zoufá si, že už nikdy nebude chodit, ale postupem času se jejich vztah prohlubuje. Jitka mu počítá kroky, které i díky ní dokáže udělat bez pomoci vozíku, přinese mu hole, jablka a povídá si s ním. Postupně se do mladíka romanticky zamiluje. Domnívá se, že on její náklonnost a lásku bude opětovat, ale v konci příběhu se jí tato představa zhroutí. Nachází ho v přítomnosti jiné, dospělé dívky. Dochází ke zhrzení jejích citů. Jitka nakonec nalézá na staveništi ztracenou kočku, která jí úplně na začátku za mladíkem dovedla.
"Doposud si pamatujeme svoji vysokou zeď. I den, kdy jsme na ni poprvé vyšplhali, naplněni zvědavostí. Smutek objevů tamtěch let nám připadal zničující. Pak jsme se divili, jak jsme na něj mohli tak znenadání zapomenout."
Prolog filmu

## Zajímavosti
- Film začíná a končí klavírní skladbou L. van Beethovena – Für Elise.
- V titulcích filmu je uveden rok výroby 1963.
- Jan Procházka posléze námět a scénář k filmu převedl do románové podoby v souboru 4 novel s názvem Tři panny a Magdaléna.[2]